# Delkenheimer Grub
Die Delkenheimer Grub ist eine  Rheingauer Weinlage auf dem Gebiet des Wiesbadener Stadtbezirkes Delkenheim und gehört zur Großlage Daubhaus im Weinbaugebiet Rheingau.

## Namensursprung
Der Lagenname leitet sich aus der alten Katasterlagenbezeichnung ab.

## Weinlage
Die Böden bestehen aus sandigem Kies und kalkhaltigen Lehmböden. Die hier gelesenen Weine werden durch das Terroir betont, verfügen über stahlige Säure und benötigen etwas Zeit bis zur Reife.